# ISID
ISID es una empresa española especializada en el desarrollo de soluciones y plataformas integrales para el procesamiento, análisis, gestión y almacenamiento de audio y vídeo. La compañía tiene su actividad principal en el área de EMEA, con especial énfasis en los sectores de Fuerzas de Seguridad e Inteligencia.
ISID integra módulos de análisis de IA (como biometría facial, S2T, traducción, reconocimiento de objetos, huella digital de audio, Speaker ID, etc.) en sus productos, que se utilizan en múltiples sectores, como Fuerzas de seguridad, gobierno y administración pública, inteligencia, agencias de comunicación, educación, bancos de medios, salud y legal.

## Historia
En noviembre de 2010, ISID firmó un acuerdo con AVS en Argentina para distribuir sus productos en el mercado argentino y los países vecinos.
Desde noviembre de 2011 hasta octubre de 2021, la compañía formó parte de la división Aeroespacial y Defensa de la consultora Everis, que luego formó parte de NTT Data.
En enero de 2023, en la ISE2023, ISID expuso su última generación de la plataforma Videoma, integrando funcionalidades de ChatGPT.
El 12 de enero de 2023, ISID anunció un acuerdo con Bloock (un proveedor de servicios de blockchain para Ethereum), que realiza la validación de archivos digitales, como los controlados por ISID, a través del software de Bloock en una blockchain inmutable.
El 15 de marzo de 2023, ISID anunció su nueva alianza con la Sociedad Española de Documentación e Información Científica (SEDIC) para almacenar todo tipo de archivos digitales (vídeos, fotos, audio y documentos) y sus datos relacionados de forma inteligente, para su uso posterior.
En abril de 2023, ISID presentó la última versión de la plataforma Videoma Intelion, un analizador de audio y video para cuerpos de seguridad y centros de inteligencia, que reduce los tiempos de investigación mediante la automatización de las tareas de revisión y documentación de vídeos y audios generados en operaciones de vigilancia, escucha o análisis de redes sociales.